# Distrito de Lwengo
El distrito de Lwengo es uno de los ciento once distritos administrativos que dan origen a la actual organización territorial de la República de Uganda. Su ciudad capital es la ciudad de Lwengo.

## Localización
Este distrito limita con el distrito de Sembabule por el norte, también lo hace con el distrito de Bukomansimbi por el noreste, con el distrito de Masaka limita por el este, por el oeste posee límites con el distrito de Lyantonde y por el sur limita con el distrito de Rakai.

## Población
El distrito de Lwengo cuenta con una población total de 54.682 habitantes según las cifras suministradas por el censo poblacional llevado a cabo durante el año 2002 en Uganda.